# شفو ام تننگبیرگ
شفو ام تننگبیرگ (به آلمانی: Scheffau am Tennengebirge) یک منطقهٔ مسکونی در اتریش است که در ناحیه هالاین واقع شده‌است. شفو ام تننگبیرگ ۶۹٫۶۷ کیلومتر مربع مساحت دارد ۴۸۷ متر بالاتر از سطح دریا واقع شده‌است.